# The Great Impersonator
The Great Impersonator (с англ. — «Великий притворщик») — пятый студийный альбом американской певицы Холзи, вышедший 25 октября 2024 года на Columbia Records, что стало первым её релизом на этом лейбле. Альбом описывается как исследование подлинности личности и опыта Холзи, а также того, насколько хорошо она резонирует с контекстами от 1970-х годов до наших дней. В поддержку альбома были выпущены синглы «Lucky», «Lonely Is the Muse» и «Ego», а также фотопроект в ее социальных сетях, который послужил обратным отсчетом до официального релиза альбома. Получив в целом положительные отзывы музыкальных критиков, альбом получил высокую оценку за его сырой характер и честность, а также эклектичное звучание.

## Предыстория и концепция
|                                | Я создала эту пластинку в пространстве между жизнью и смертью. И мне кажется, что я ждала целую вечность, чтобы вы ее получили. Я подожду еще немного. Я уже ждала десять лет... (рус.) |  | I made this record in the space between life and death. And it feels like I've waited an eternity for you to have it. I'll wait a bit longer. I've waited a decade... (англ.) |  |
| Halsey, перед выпуском альбома | |  | |  |

Релиз альбома должен был состояться в тот же день, что и 10-летняя годовщина её дебютного мини-альбома Room 93. Альбом записывался с 2022 по 2024 год, когда она боролась с диагнозами волчанки и Т-клеточного заболевания (лейкемии), а также с рождением сына Эндера. Холзи заявила, что считает этот альбом «последним в своей жизни». Между тремя выпущенными треками были указаны различные продюсеры.
|                                           | «Поднимитесь, дамы и господа! Узрите чудо века! Станьте свидетелями сверхъестественной способности женщины, которая может стать кем угодно и чем угодно по желанию вашего сердца. Другом, любовником, врагом. Она преображается на ваших глазах, ее голос и облик - отражение ваших самых сокровенных мечтаний и темных страхов, но берегитесь, ведь она не просто мастер маскировки, а дух перевоплощения, проскальзывающий между трещинами реальности. В один момент она становится любимым другом, а в другой - кошмаром. Она - королева сверхъестественного, повелительница метаморфоз. Остерегайтесь великого притворщика!» |
| Halsey, The Great Impersonator (synopsis) | |

Альбом посвящен исследованию аутентичности и отношений Холзи и ее интерпретации их резонанса в различных контекстах.

## Релиз и продвижение
Трейлер альбома был выпущен 27 августа. Глобальная охота на мусор предшествовала раскрытию основной и альтернативной обложек альбома, соответствующих разным десятилетиям, 5 сентября. Впервые альбом был анонсирован вместе с выпуском промо-сингла «The End» 4 июня 2024 года. За ним последовали лид-сингл «Lucky» 26 июля, второй сингл «Lonely Is the Muse» 15 августа и третий сингл «Ego» 6 сентября. Четвертый сингл «I Never Loved You» был выпущен 10 октября.
8 октября Холзи начала 18-дневный обратный отсчет времени до выхода альбома в социальных сетях. Каждый день в течение этого периода она публиковала изображение себя, «пародирующей разных знаменитостей и тизерящей фрагмент песни, на которую они вдохновили». Артисты и вдохновляющие их треки были следующими, выпущенными в таком порядке:
- Долли Партон, «Hometown»[23]
- PJ Harvey, «Dog Years»[24]
- Кейт Буш, «I Never Loved You»[22]
- Шер, «Письмо к Богу (1974)»[25]
- Дэвид Боуи, «Darwinism»[26]
- Эми Ли из Evanescence, «Lonely Is the Muse»[27]
- Долорес О’Риордан из Cranberries, «Ego»[28]
- Стиви Никс, «Panic Attack»[29]
- Брюс Спрингстин, «Letter to God (1983)»[30]
- Линда Ронстадт, «I Believe in Magic»[31]
- Бритни Спирс, «Lucky»[32]
- Себя в образе на обложке Badlands, «Hurt Feelings»[33]
- Aaliyah, «Letter to God (1998)»[34]
- Джони Митчелл, «The End»[35]
- Фиона Эппл, «Arsonist»[36]
- Тори Амос, «Life of the Spider (Draft)»[37]
- Бьорк, «The Great Impersonator»[38]
- Мэрилин Монро, «Only Living Girl in LA»[39]

## Композиция
В музыкальном плане The Great Impersonator описывают как поп-рок, альтернативный рок, инди-рок, фолк и поп.
После того как у певивцы диагностировали волчанку и лимфопролиферативное (Т-клеточное) заболевание, альбом содержит размышления на такие темы, как собственная смерть Холзи, ее жизненные травмы, ее родители и то, как ее ребенок будет жить без нее. Эта концепция рассматривается через призму того, как звучала бы музыка Холзи, если бы она дебютировала в 70-е, 80-е, 90-е или 00-е годы, и включает в себя многочисленные музыкальные отсылки из тех эпох.

## Отзывы
| Совокупная оценка | Совокупная оценка |
| Источник          | Оценка            |
| ----------------- | ----------------- |
| AnyDecentMusic?   | 7.8/10            |
| Metacritic        | 79/100            |
| Оценки критиков   |                   |
| Источник          | Оценка            |
| AllMusic          | [ 46 ]            |
| Beats Per Minute  | 85%               |
| Clash             | 9/10              |
| Dork              | [ 49 ]            |
| Kerrang!          | 4/5               |
| NME               | [ 51 ]            |
| Rolling Stone     | [ 52 ]            |
| Pitchfork         | 4.8/10            |
| PopMatters        | 9/10              |
| Slant Magazine    | [ 28 ]            |

Альбом получил положительные отзывы музыкальной критики и интернет-изданий. На сайте Metacritic, который присваивает нормализованный рейтинг из 100 баллов рецензиям от изданий, альбом получил средневзвешенную оценку 81 балл по мнению 12 критиков, что означает «в целом положительные отзывы».
В New Musical Express назвали его самым честным альбомом Холзи и отметили, что «На первый взгляд, это дань уважения известным музыкантам. Но с другой стороны, это жестокое признание хронических болезней и послеродовой депрессии, написанное, когда она не была уверена, что доберётся до другой стороны». Далее NME написал: «Хотя большинство песен не столь очевидны в своих отсылках, в написании песен и продюсировании Холзи — вместе с такими коллегами, как Алекс Джи и Стюарт Прайс, — присутствует такая любовь и внимание к деталям, что альбом никогда не кажется вторичным».
Роб Шеффилд в Rolling Stone написал: «Между игривым остроумием музыки и вялой мрачностью вокала существует постоянное напряжение. Но лучшие моменты The Great Impersonator  наступают тогда, когда музыка берёт верх. Игра с прошлым, кажется, встряхивает её воображение — и направляет её в будущее». Кейтлин Чаттертон в рецензии для Clash отметила, что «Альбом The Great Impersonator одновременно глубоко личный и актуальный для широкой поп-культуры, он спокойно участвует в разговорах, которые ведутся о Чаппелл Рон и о ней самой, а также в тех, что последовали за смертью Лиама Пейна. Это также альбом, который трудно свести к одному быстрому предложению, поскольку он проходит через множество жанров, настроений и временных периодов. Единственное преобладающее чувство — если Холзи больше никогда не решит выпустить полноценную пластинку, то этим альбомом она сказала все, что хотела».
Шаад Д’Соуза в своей отрицательной рецензии в Pitchfork написал, что «Пятый альбом Холзи с запутанной концепцией в основе томится в скучных коридорах поп-рока за эмоционально сильным, но непримечательным содержанием песен».

## Коммерческий успех
The Great Impersonator дебютировал на первом месте в американском хит-параде Billboard 200 с тиражом 93 000 единиц, став пятым подряд студийным альбомом Холзи в топ-2.

## Список композиций
| №                   | Название                     | Автор(ы)                                                                                         | Продюсеры                                                   | Длительность |
| ------------------- | ---------------------------- | ------------------------------------------------------------------------------------------------ | ----------------------------------------------------------- | ------------ |
| 1.                  | «Only Living Girl in LA»     | Эшли Франджипани Alexander Giannascoli Dylan Wiggins Michael Uzowuru                             | Alex G Wiggins Uzowuru Холзи [a]                            | 6:14         |
| 2.                  | «Ego»                        | Frangipane Грег Кёрстин Gregory Hein                                                             | Кёрстин Wyatt Bernard Uzowuru Austin Corona Caleb Laven [v] | 3:18         |
| 3.                  | «Dog Years»                  | Frangipane Кёрстин Uzowuru Stuart Price                                                          | Кёрстин Uzowuru Холзи [a] Teo Halm [a]                      | 4:03         |
| 4.                  | «Letter to God (1974)»       | Frangipane                                                                                       | Laven Холзи                                                 | 2:11         |
| 5.                  | «Panic Attack»               | Frangipane Price Robin Weisse                                                                    | Corona Bernard                                              | 3:36         |
| 6.                  | «The End»                    | Frangipane                                                                                       | Холзи Uzowuru Alex G Laven [v]                              | 3:17         |
| 7.                  | «I Believe in Magic»         | Frangipane Ender Ridley Uzowuru                                                                  | Evan Vidar Uzowuru                                          | 4:48         |
| 8.                  | «Letter to God (1983)»       | Frangipane                                                                                       | Alex G Laven Холзи                                          | 1:53         |
| 9.                  | «Hometown»                   | Frangipane Price                                                                                 | Alex G Wiggins Gabe Simon Uzowuru John Cunningham [a]       | 3:24         |
| 10.                 | «I Never Loved You»          | Frangipane Uzowuru Tyler Johnson                                                                 | Uzowuru Johnson                                             | 4:09         |
| 11.                 | «Darwinism»                  | Frangipane Price                                                                                 | Corona Bernard Alex G [a] Холзи [a] Price [a]               | 3:45         |
| 12.                 | «Lonely Is the Muse»         | Frangipane Price                                                                                 | Corona Bernard Brandon Buttner                              | 4:01         |
| 13.                 | «Arsonist»                   | Frangipane Uzowuru Rahm Silverglade Price                                                        | Холзи Uzowuru Silverglade [a] Thelonious Martin [a]         | 4:38         |
| 14.                 | «Life of the Spider (Draft)» | Frangipane                                                                                       | Halsey                                                      | 3:30         |
| 15.                 | «Hurt Feelings»              | Frangipane Wiggins Uzowuru Johnson                                                               | Wiggins Uzowuru Johnson                                     | 3:54         |
| 16.                 | «Lucky»                      | Frangipane Uzowuru Max Martin Alexander Kronlund Rami Yacoub James Everett Lawrence Travon Potts | Uzowuru Silverglade Wiggins Buttner [a] Laven [v]           | 3:18         |
| 17.                 | «Letter to God (1998)»       | Frangipane Ridley Silverglad                                                                     | Холзи Silverglade                                           | 2:50         |
| 18.                 | «The Great Impersonator»     | Frangipane Price                                                                                 | Emile Haynie Uzowuru                                        | 3:22         |
| Общая длительность: | Общая длительность:          | Общая длительность:                                                                              | Общая длительность:                                         | 66:11        |

| №   | Название                   | Автор(ы)                   | Длительность |
| --- | -------------------------- | -------------------------- | ------------ |
| 19. | «Alice of the Upper Class» | Frangipane John Cunningham | 3:22         |

| №   | Название  | Длительность |
| --- | --------- | ------------ |
| 19. | «Nothing» | 2:23         |

| №   | Название  | Длительность |
| --- | --------- | ------------ |
| 19. | «Lessons» | 3:47         |

| №   | Название   | Длительность |
| --- | ---------- | ------------ |
| 19. | «Charades» | 3:39         |

| №   | Название                    | Длительность |
| --- | --------------------------- | ------------ |
| 19. | «Afraid of the Dark (Demo)» | 4:17         |

| №   | Название                               | Длительность |
| --- | -------------------------------------- | ------------ |
| 19. | «Lucky (Stripped)»                     | 3:37         |
| 20. | «Hometown (Stripped - live from Vevo)» | 2:56         |

Замечания
- ↑  — дополнительный продюсер
- ↑  — продюсер по вокалу

## Чарты
| Чарт (2024)                       | Высшая позиция |
| --------------------------------- | -------------- |
| Австралия (ARIA)                  | 17             |
| Австрия (Ö3 Austria)              | 51             |
| Бельгия/Фландрия (Ultratop)       | 54             |
| Бельгия/Валлония (Ultratop)       | 167            |
| Канада (Canadian Albums Chart)    | 20             |
| Нидерланды (Album Top 100)        | 68             |
| Франция (SNEP)                    | 178            |
| Германия (Offizielle Top 100)     | 94             |
| Ирландия (IRMA)                   | 76             |
| Новая Зеландия (RMNZ)             | 33             |
| Шотландия (Scottish Albums Chart) | 13             |
| Великобритания (UK Albums Chart)  | 19             |
| США (Billboard 200)               | 2              |